# 國家表演藝術中心
國家表演藝術中心（英語：National Performing Arts Center，簡稱國表藝中心，英語簡寫為NPAC）是中華民國國家級表演藝術場館的營運機構，成立於2014年4月7日，監督機關為文化部，為臺灣第一個「一法人多館所」之行政法人機構。轄下場館包含國家兩廳院、臺中國家歌劇院、衛武營國家藝術文化中心，並附設有演藝團隊國家交響樂團。三場館分別位於臺北、臺中、高雄，共有11個室內展演場地、12,974席座位。

## 沿革
- 1987年10月6日，臺北市國家戲劇院、國家音樂廳（俗稱兩廳院）正式完工啟用，教育部成立「國立中正文化中心」管理。
- 2003年，衛武營正式變更為公園用地，並以都會公園、藝術中心與特定商業區三體共構的方式重新開發，藝術中心則成為新十大建設的一環。整個園區66.6公頃的土地中，衛武營藝術文化中心涵蓋其中的10公頃，10公頃作為特定商業區，其餘區域則建設為衛武營都會公園。經國際競圖後，由法蘭馨·侯班（Francine Houben）的設計得到首獎。
- 2004年3月1日，國立中正文化中心改制為行政法人，為中華民國首個行政法人機構。
- 2005年，行政院推動新十大建設計畫，其中的國際藝術及流行音樂中心規劃在臺灣北部、中部、南部、東部興建國際演藝中心、流行音樂中心、國際展覽館等文化設施，臺中計劃興建臺中古根漢美術館、高雄計劃興建衛武營藝術文化中心。9月，行政院並未將臺中古根漢美術館建設案預算編入新十大建設裡，後在文建會要求下更名為「臺中大都會歌劇院」，並降為地方級建設，改由臺中市政府負責規劃興建；後完成國際競圖，由伊東豊雄設計圖得標。
- 2006年3月15日，衛武營藝術文化中心籌備處成立。
- 2009年4月7日，衛武營藝術文化中心正式動工，預計2012年啟用。12月18日，臺中大都會歌劇院建築工程正式動工；工程難度之高，被媒體譽為媲美「世界九大建築奇蹟」[6]，2014年試營運，預計2015年底前完工啟用。
- 2011年1月21日，行政院提出《國家表演藝術中心設置條例》草案函送立法院審議，初步擬將國立中正文化中心及衛武營藝術文化中心納入管理，監督機關為文化部。
- 2012年2月16日，行政院修正《國家表演藝術中心設置條例》草案函送立法院審議。5月22日，19位立法委員另提出《衛武營藝術中心設置條例》草案，擬將衛武營藝術文化中心獨立於國家表演藝術中心外。
- 2013年4月3日，立法委員提出兩版《國家表演藝術中心設置條例》草案，主張增加「臺中大都會歌劇院」及「其他國家展演廳、院、設施」，並於設置條例內明列各場館藝術總監職權。12月16日，國家表演藝術中心籌備委員會成立[7]。
- 2014年1月29日，《國家表演藝術中心設置條例》制定公布。3月27日，文化部公布首屆董監事名單，並正式成立首屆董監事會[8][9]。4月2日，教育部所屬的國立中正文化中心移撥文化部，並更名為「國家兩廳院」；《國家表演藝術中心設置條例》正式施行[10]。4月7日，國家表演藝術中心正式成立運作[2]，並召開首次董事會議，選出國家兩廳院與衛武營國家藝術文化中心的藝術總監[11]。5月30日，董事會議選出臺中國家歌劇院藝術總監[12]。
- 2015年1月1日，臺中國家歌劇院營運推動小組及衛武營營運推動小組成立，為國家表演藝術中心附屬作業組織，負責新場館移撥納併前營運規劃及交接事務，分別由準藝術總監擔任營運推動小組召集人。
- 2016年8月25日，臺中市政府將臺中國家歌劇院捐贈為國有財產，並由文化部移撥國家表演藝術中心。
- 2016年9月30日，臺中國家歌劇院正式啟用。
- 2017年10月31日，衛武營藝術文化中心興建工程報竣。
- 2018年4月2日，國家表演藝術中心第二屆董事會第一次會議，通過國家兩廳院與臺中國家歌劇院新任藝術總監。
- 2018年9月10日，衛武營國家藝術文化中心納入國家表演藝術中心。
- 2018年10月13日，衛武營國家藝術文化中心啟用開幕，啟用典禮於音樂廳舉行，蔡英文總統及建築師法蘭馨．侯班致詞。

## 組織及規範
國表藝中心設有董事會，置董事十一人至十五人，其中一人為董事長；設有監事會，置監事三人至五人，由監事互選一人為常務監事。董事長、董事及監事均由監督機關遴選提請行政院院長聘任之，任期為四年，期滿得續聘一次。
董事會成員，由中華民國文化部、教育部及外交部各自派任一位董事為政府相關機關代表，而表演藝術相關之學者專家、文化教育界人士、民間企業經管理專家各不得超過四人；董事需有原住民、客家及場館所在地區域之代表應至少各有一人。董事、監事的任一性別不得少於總人數三分之一。
董事長對內綜理中心一切事務，對外代表中心；董事會為行政審議機制，並由董事長綜理行政協調事務，提供藝術總監專業治理之必要資源與行政協助。
各場館置藝術總監一人，由董事長提請董事會通過後聘任之；受董事會之督導，綜理各場館業務，對外代表所屬場館。

### 歷屆董、監事成員
| 董事長                                        | 董事長                                 | 董事長                                      |
| 第1屆（2014年4月7日－2018年4月1日）           | 第2屆（2018年4月2日－2022年4月1日）    | 第3屆（2022年4月2日－2026年4月1日）         |
| --------------------------------------------- | -------------------------------------- | ------------------------------------------- |
| 陳國慈→朱宗慶                                 | 朱宗慶                                 | 高志尚                                      |
| 董事會 董事                                   |                                        |                                             |
| 政府相關機關代表                              |                                        |                                             |
| 李應平→許秋煌→楊子葆→丁曉菁（文化部政務次長） | 丁曉菁→蕭宗煌（文化部政務次長）        | 蕭宗煌→李靜慧（文化部政務次長）             |
| 黃碧端→林思伶→蔡清華（教育部次長）            | 蔡清華→范巽綠→蔡清華（教育部政務次長） | 蔡清華→林明裕（教育部政務次長）             |
| 史亞平→李澄然→章文樑→謝武樵（外交部次長）     | 章文樑→謝武樵→曾厚仁（外交部政務次長） | 曾厚仁→蔡明彥→李淳→謝武樵（外交部政務次長） |
| 表演藝術相關之學者專家                        |                                        |                                             |
| 申學庸                                        | 路之‧ 瑪迪霖→那高卜沌（原住民代表）    | 那高卜沌                                    |
| 平珩                                          | 鍾政瑩（客家代表）                     | 蘇昭英                                      |
| 吳靜吉                                        | 蘇昭英                                 |                                             |
| 劉富美（高雄代表）                            |                                        |                                             |
| 文化教育界人士                                |                                        |                                             |
| 簡靜惠                                        | 吳靜吉                                 | 鄭榮興                                      |
| 鍾政瑩（客家代表）                            | 林淑真                                 | 林淑真                                      |
| 陳樂融                                        | 鄭榮興                                 | 陳沁紅                                      |
| 孫大川→胡德夫（原住民代表）                   | 劉富美（高雄代表）                     | 國華                                        |
| 民間企業經營、管理專家或社會公正人士          |                                        |                                             |
| 劉金標（臺中代表）                            | 朱士廷                                 | 蔡長海                                      |
| 童子賢                                        | 高志尚                                 | 林麗娟                                      |
| 姚仁祿                                        | 許勝傑                                 | 陳建甫                                      |
|                                               | 蔡長海（臺中代表）                     | 郭玲玲                                      |
|                                               |                                        | 沈國榮                                      |
| 監事會 監事                                   |                                        |                                             |
| 黃日燦（常務監察人）                          | 楊其文（常務監事）                     | 楊其文（常務監事）                          |
| 張明珠                                        | 陳玲玉                                 | 陳玲玉                                      |
| 李秋月（文化部主計處處長）                    | 張敏玉                                 | 張敏玉                                      |
|                                               | 童子賢→謝榮峯                          | 劉明津（文化部主計處處長）                  |
|                                               | 劉明津（文化部主計處處長）             |                                             |

## 照片集

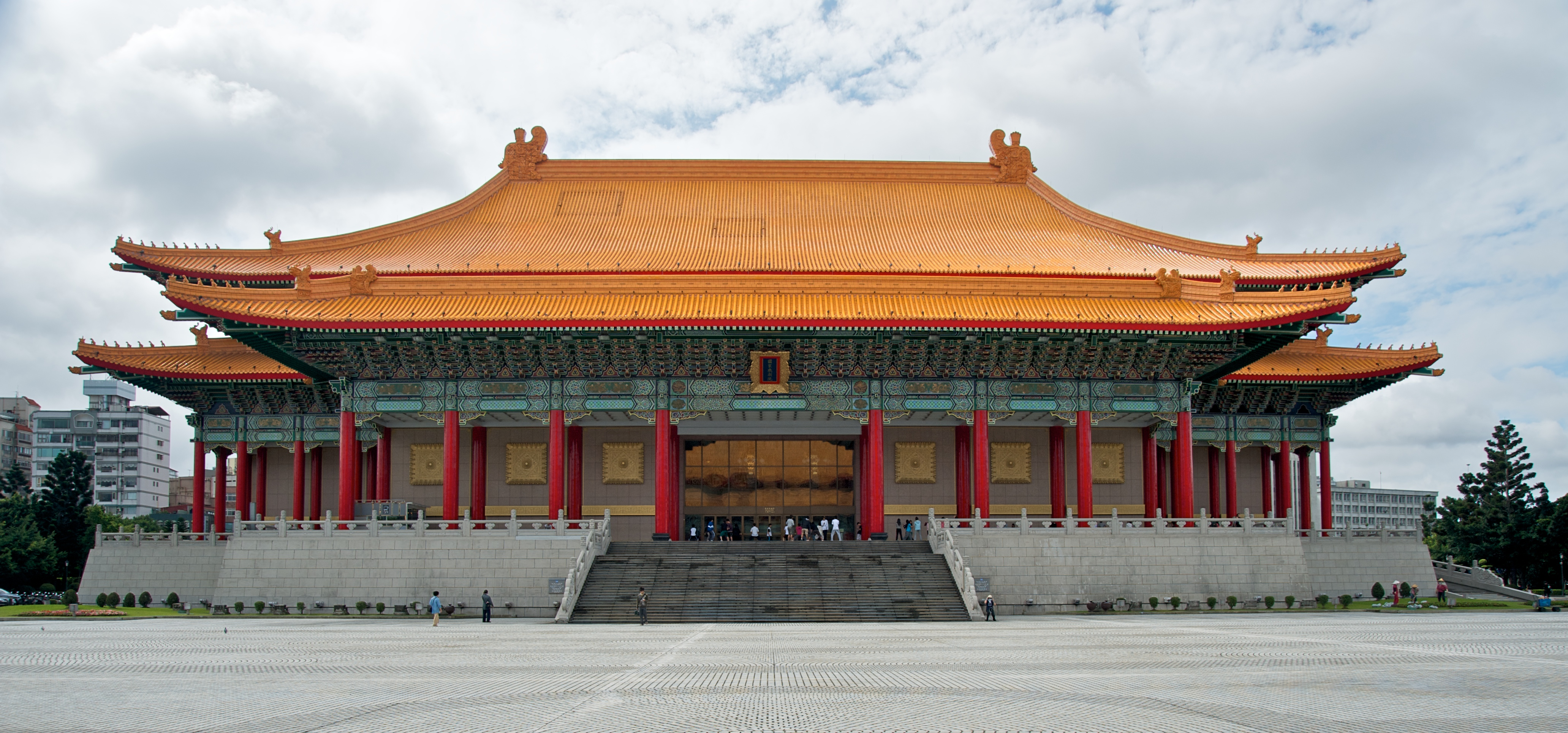
兩廳院的國家戲劇院
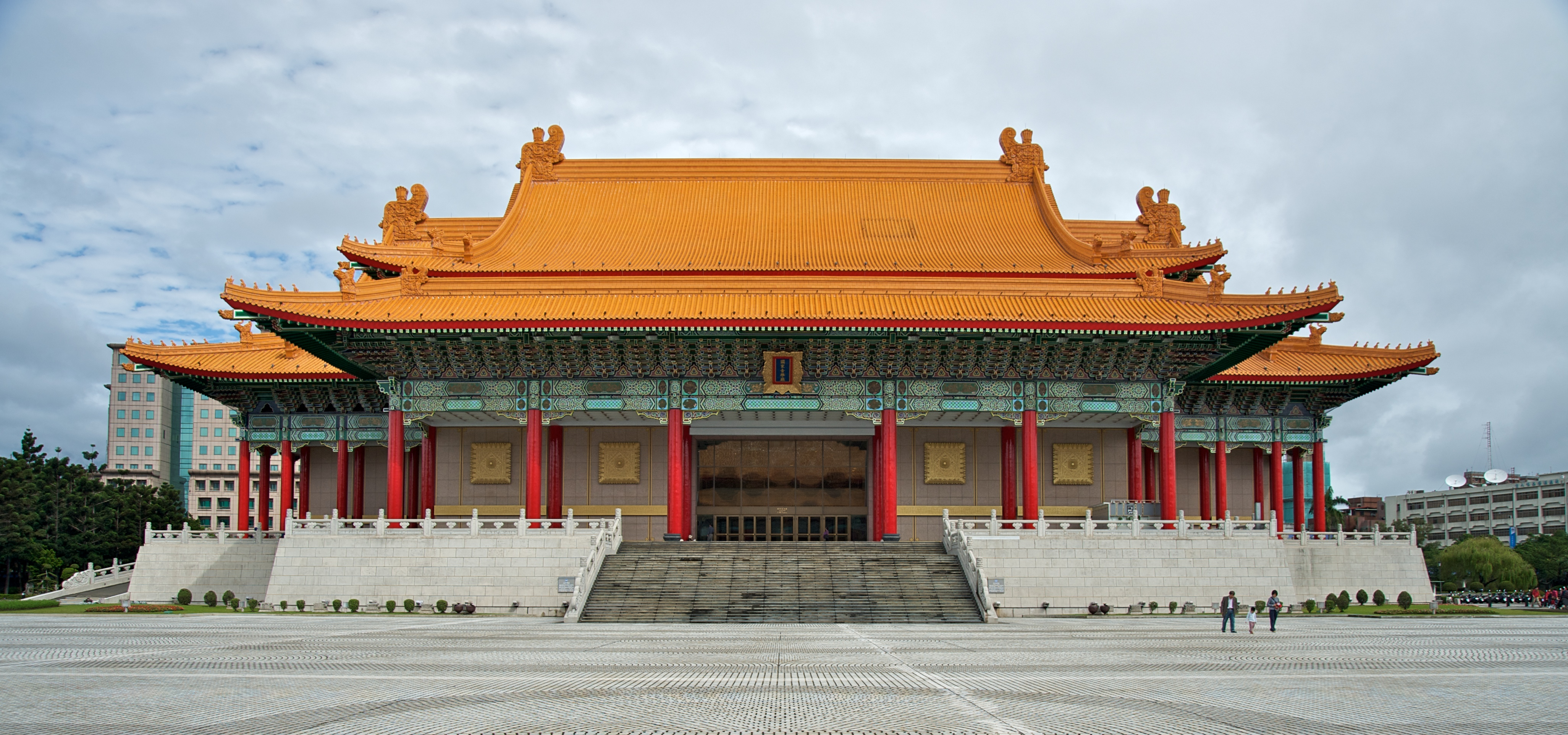
兩廳院的國家音樂廳
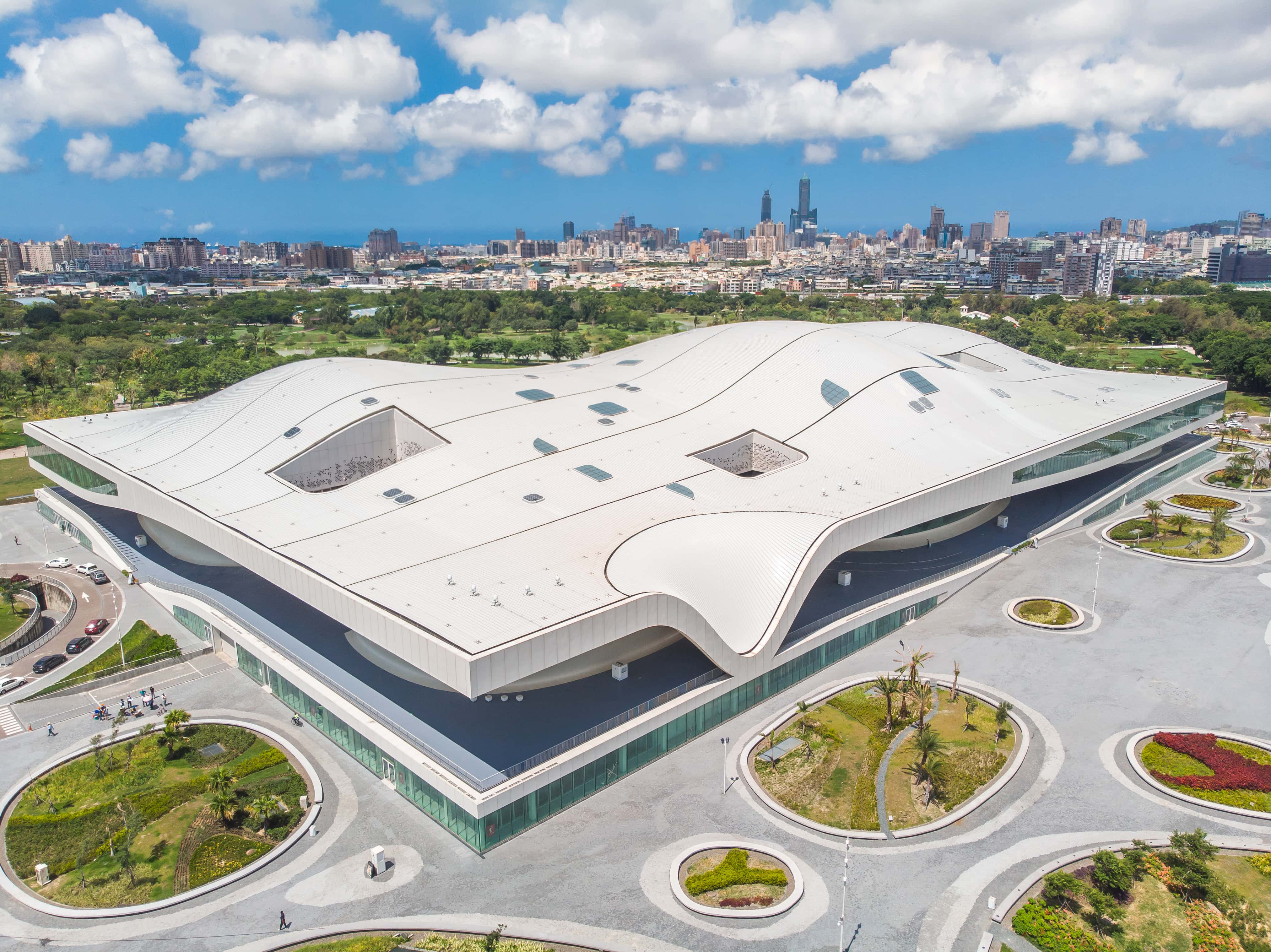
衛武營國家藝術文化中心
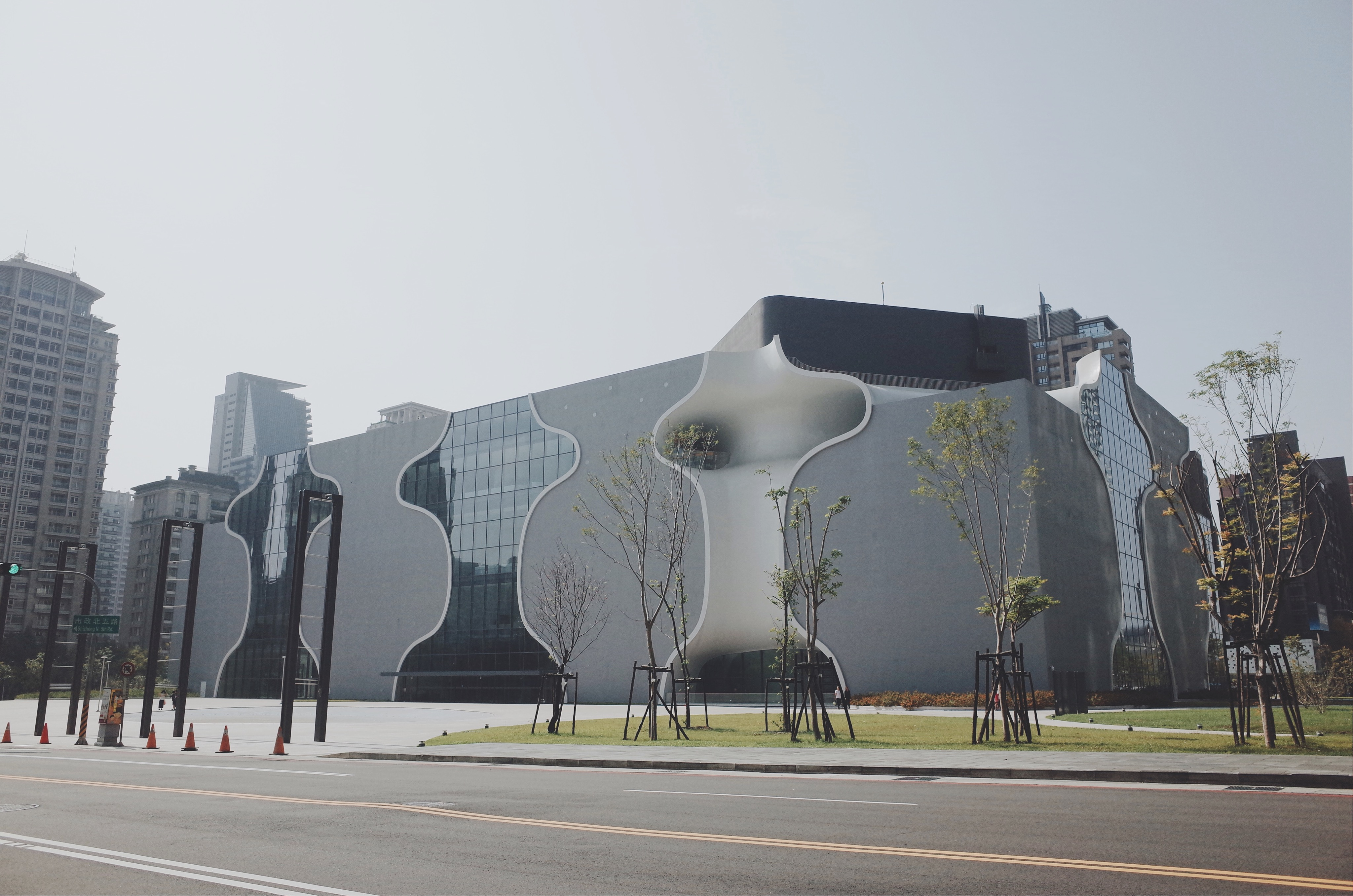
臺中國家歌劇院

## 外部連結
- 國家表演藝術中心（页面存档备份，存于）（繁體中文）（英文）
- 國家兩廳院（页面存档备份，存于）（中文）（英文）
- 臺中國家歌劇院 （页面存档备份，存于）
- 衛武營國家藝術文化中心 （页面存档备份，存于）（繁體中文）（英文）
- 國家交響樂團（页面存档备份，存于）
- OPENTIX兩廳院文化生活（页面存档备份，存于）（中文）（英文）